# Brent Newdick
Brent Newdick (ur. 31 stycznia 1985 w Taurandze) – nowozelandzki lekkoatleta specjalizujący się w wielobojach.
Podczas mistrzostw świata juniorów w 2004 roku zajął szesnaste miejsce. W 2006 roku był czwarty na igrzyskach Wspólnoty Narodów. Sięgnął po wicemistrzostwo uniwersjady w Belgradzie (2009), a następnie zajął odległą lokatę na mistrzostwach świata w Berlinie. W 2010 roku zdobył srebrny medal igrzysk Wspólnoty Narodów. Brązowy medalista uniwersjady w 2013. Stawał na podium mistrzostw Nowej Zelandii (w różnych konkurencjach) oraz Australii.

## Osiągnięcia
| Rok  | Impreza                               | Miejsce    | Lokata      | Wynik     |
| ---- | ------------------------------------- | ---------- | ----------- | --------- |
| 2001 | Mistrzostwa świata juniorów młodszych | Debreczyn  | 23. miejsce | 5310 pkt. |
| 2004 | Mistrzostwa świata juniorów           | Grosseto   | 16. miejsce | 6331 pkt. |
| 2006 | Igrzyska Wspólnoty Narodów            | Melbourne  | 4. miejsce  | 7566 pkt. |
| 2009 | Uniwersjada                           | Belgrad    | 2. miejsce  | 7874 pkt. |
| 2009 | Mistrzostwa świata                    | Berlin     | 23. miejsce | 7915 pkt. |
| 2010 | Igrzyska Wspólnoty Narodów            | Nowe Delhi | 2. miejsce  | 7899 pkt. |
| 2011 | Mistrzostwa świata                    | Daegu      | 19. miejsce | 7761 pkt. |
| 2012 | Igrzyska olimpijskie                  | Londyn     | 12. miejsce | 7988 pkt. |
| 2013 | Uniwersjada                           | Kazań      | 3. miejsce  | 7611 pkt. |
| 2013 | Mistrzostwa świata                    | Moskwa     | 23. miejsce | 7744 pkt. |

## Rekordy życiowe
- Dziesięciobój – 8114 pkt. (29 maja 2011, Götzis)
- Siedmiobój – 5758 pkt. (4 lutego 2012, Tallinn) rekord Nowej Zelandii

Newdick jest także halowym rekordzistą kraju w biegu na 60 metrów przez płotki (8,25 w 2012) oraz w skoku o tyczce (4,73 w 2012).